# Ceridwen

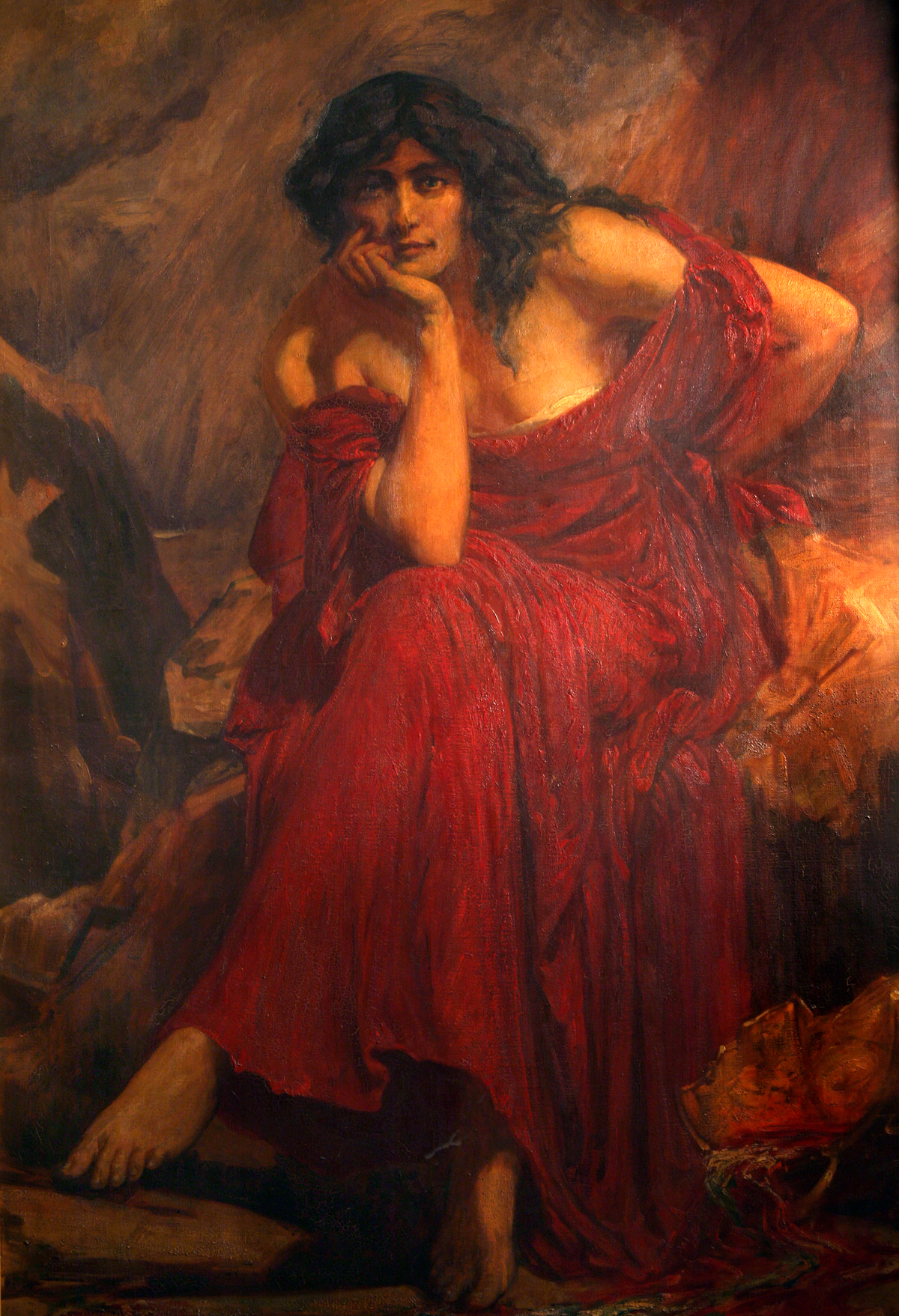
Ceridwen'por Christopher Williams (1910)

Ceridwen o Cerridwen es una diosa galesa (muchas veces considerada como bruja) que poseía el caldero de la Inspiración y la Sabiduría. Estaba casada con Tegid Foel y tenía tres hijos, la doncella Crearwy y dos varones: Mofan (o Afagddu) y Morvran.

## Leyenda
Según la leyenda, Ceridwen era madre de tres hijos: Crearwy, quien era la joven más hermosa del mundo; Morvan que era un hombre feo, pero fuerte y valiente en la batalla y Afagduu que era tan terriblemente feo que no sería aceptado jamás por la sociedad. Cerridwen decidió compensar la fealdad de su hijo volviéndolo el más grande de los bardos galeses, para lo cual prepararía una poción, de la cual solo las tres primeras gotas serían mágicas, siendo el resto un letal veneno. La poción hecha con seis hierbas mágicas debía cocinarse durante un año y un día; para vigilar la poción, Ceridwen tenía dos sirvientes, el anciano y ciego Morda y el joven Gwion (o Gwyon) a los cuales había advertido que no tocaran ni una gota de la poción, so pena de sufrir una muerte terrible.
Pero un día que Gwion se encontraba removiendo la poción, tres gotas del líquido ardiente saltaron sobre su mano, instintivamente, Gwion se llevó la mano a la boca, obteniendo así los dones que estaban destinados a Afagduu. Furiosa, Cerridwen persiguó a Gwion para matarlo, pero el joven, utilizando sus nuevos poderes mágicos, se convirtió en liebre. Cerridwen, entonces, se convirtió en perro; Gwion se transformó entonces en pez y saltó a un río, Cerridwen se volvió nutria y continuó la persecución; Gwion se convirtió en gorrión y Cerridwen en águila. Finalmente, el joven se transformó en un grano de trigo y Cerridwen, en forma de gallina, se lo comió.
Cuando Cerridwen volvió a su forma humana, se dio cuenta de que estaba embarazada y que el niño que llevaba en su vientre era Gwion y resolvió matarlo en cuanto naciera. Sin embargo, cuando el bebé nació, era tan hermoso que Cerridwen no se atrevió a matarlo, así que metió al bebé en un saco de piel de foca y lo tiró al mar. Sin embargo, el niño sobrevivió y fue recogido en la costa por un príncipe llamado Elphin, el cual adoptó al bebé, llamándolo Taliesin. Con el paso del tiempo, Taliesin marchó a la corte del Rey Arturo, donde se convirtió en el arpista principal y en consejero del rey.

## Cerridwen en el Neo Paganismo
Cerridwen es una de las diosas que con mayor frecuencia se encuentra en los ritos neo paganos. Aunque en su mito se pueden encontrar los tres arqueotipos femeninos (doncella, madre y bruja) se le relaciona principalmente con el de la "bruja", la cual representa a la luna menguante dentro del ciclo lunar.
Dentro de los elementos comúnmente asociados a sus representaciones se encuentra el caldero y una gran cerda o jabalina blanca. El caldero es un símbolo del principio femenino, al igual que el cáliz o la caverna y es comúnmente asociado al útero, así como a procesos de transformación y renacimiento. La cerda es un símbolo de fertilidad y sensualidad. Se le considera una diosa patrona de los ciclos de la vida, muerte y renacimiento, así como de la inspiración, creatividad y adivinación.